# Achelia chelata
Achelia chelata is een zeespin uit de familie Ammotheidae. De soort behoort tot het geslacht Achelia. Achelia chelata werd in 1939 voor het eerst wetenschappelijk beschreven door Hilton. 